# Torcida (Big Fish)
Torcida è un singolo del disc jockey italiano Big Fish, pubblicato il 15 febbraio 2019.
Il brano vede la partecipazione vocale dei rapper Jake La Furia, Fabri Fibra, Emis Killa e Chadia Rodríguez.

## Tracce
1. Torcida – 3:29